# Bloqueio da República de Artsakh
O bloqueio da República de Artsakh é um acontecimento em curso ocorrendo no contexto do conflito de Nagorno-Karabakh. A região foi disputada entre o Azerbaijão e os separatistas da República de Artsakh, reconhecida internacionalmente como parte do Azerbaijão, que tem uma população armênia autóctone e foi apoiada pela vizinha Armênia, até à dissolução da República de Artsakh em 28 de setembro de 2023.
Em 12 de dezembro de 2022, sob o pretexto de "protestos ambientais", o governo azerbaijano impôs um bloqueio ilegal à República de Artsakh enviando cidadãos que alegavam ser "eco-activistas" para bloquear o corredor de Lachin, um corredor humanitário que liga Artsakh à Armênia e ao mundo exterior. Militares disfarçados, funcionários públicos, membros de ONGs pró-governo e organizações juvenis estavam entre os chamados "ativistas". Desde então, o governo azerbaijano consolidou o seu bloqueio ao tomar território ao redor do corredor de Lachin, tanto dentro de Artsakh como na Armênia, bloqueando rotas alternativas de desvio e instalando postos de controle militares.  O Azerbaijão também sabotou infraestruturas civis críticas de Artsakh, prejudicando o acesso ao gás, a eletricidade e a internet.
O bloqueio provocou uma crise humanitária para a população de Artsakh; as importações de bens essenciais foram bloqueadas, bem como os comboios humanitários da Cruz Vermelha e das forças de manutenção da paz russas, encurralando os 120.000 residentes da região. A escassez de bens essenciais – incluindo eletricidade, combustível e reservas de água – é generalizada e as reservas de emergência estão a ser racionadas, juntamente com o desemprego em massa e o fechamento de escolas e transportes públicos.
O Azerbaijão alega que as suas ações visam impedir o transporte de armas e recursos naturais; os azerbaijanos também afirmam que o seu objetivo é a “integração” de Artsakh no Azerbaijão, apesar da oposição da população, e ameaçou com uma ação militar se o governo de Artsakh não se dissolver.
Numerosos países, organizações internacionais e observadores de direitos humanos condenaram o bloqueio e consideram-no uma forma de guerra híbrida, limpeza étnica, e genocídio. Vários observadores internacionais também consideram o bloqueio e a inação das forças de manutenção da paz russas como violações do acordo de cessar-fogo tripartido assinado entre a Armênia, o Azerbaijão e a Rússia, que pôs fim à Segunda Guerra do Nagorno-Karabakh e as garantias de uma passagem segura através do corredor de Lachin.  O Azerbaijão ignorou apelos de vários países e organizações internacionais para restaurar a liberdade de circulação através do corredor.

### Obras citadas
Relatórios
- Commission on Security and Cooperation in Europe (Janeiro de 1993). Human rights and democratization in the newly independent states of the former Soviet Union, Volume 4; Volume 85. Col: Implementation of the Helsinki Accords. Washington, D.C.: United States Congress. Cópia arquivada em 3 de janeiro de 2017